# サントリー・サウンドマーケット
『サントリー・サウンドマーケット』（SUNTORY Sound Market）は、1982年4月1日から1992年3月31日までTOKYO FM・JFN系列で放送されたラジオ番組。毎週月曜 - 金曜の22:00 - 22:55の55分間の帯番組であった。サントリーの一社提供。

## 概要
音楽と合わせて、ドラマ・ドキュメント・カルチャーを取り入れた。
なお、FM大阪は金曜のみ21:00 - 21:55に先行放送していた。これは22:00 - 23:25に『阪急アワー スクリーン・グラフィティ』を放送していたためである。長きにわたって続いていた編成だが1989年に番組が『阪急スクリーンネットワーク』になると同時に番組が20:30 - 21:55へスライドしたため、この番組が全曜日同時ネットへ昇格した。
当時のJFN加盟局でも、FM群馬、FM三重、FM-FUJIは未ネットであり、FU-FUJI以外はJFNCの代替番組「FMナイトフィーバー」を放送していた。またエフエム沖縄は前身の極東放送時代からネットしていた。
タイムテーブルの番組ロゴにはトランペットを模したイラストの上に"FM NETWORK"とかいてあったが、地方局ではその部分を局のコールサインと親局周波数に書き換えているものも多かった。
前後のテーマ曲は喜多郎が作曲・演奏したオリジナルで、小林克也によるタイトルコールと提供クレジットがついた（小林は本編には登場しない）。
パーソナリティは、初代が金子晴美（1982年4月 - 1983年9月）、2代目が西田珠美(1983年10月-1986年9月）、シリア・ポールが1986年10月 - 1992年3月と長くパーソナリティを務めた。

## 番組終了後
1992年の当番組終了後、この枠はワイド番組の編成に変わり、「EAR STATION 耳の穴」に引き継がれた（1992年4月 - 1993年3月。現在の夜ワイド枠は「SCHOOL OF LOCK!」）。
サントリー一社提供番組は、曜日・時間帯を変えて1992年4月に開始した「サントリー・サタデー・ウェイティング・バー」に引き継がれた。